# Leonard Wübbena
Leonard Wübbena (* 16. März 1946 in Funnix/Ostfriesland) ist Druckgrafiker und Bildhauer/Metallplastiker der gegenwärtigen deutschen Bildhauerei.

## Leben

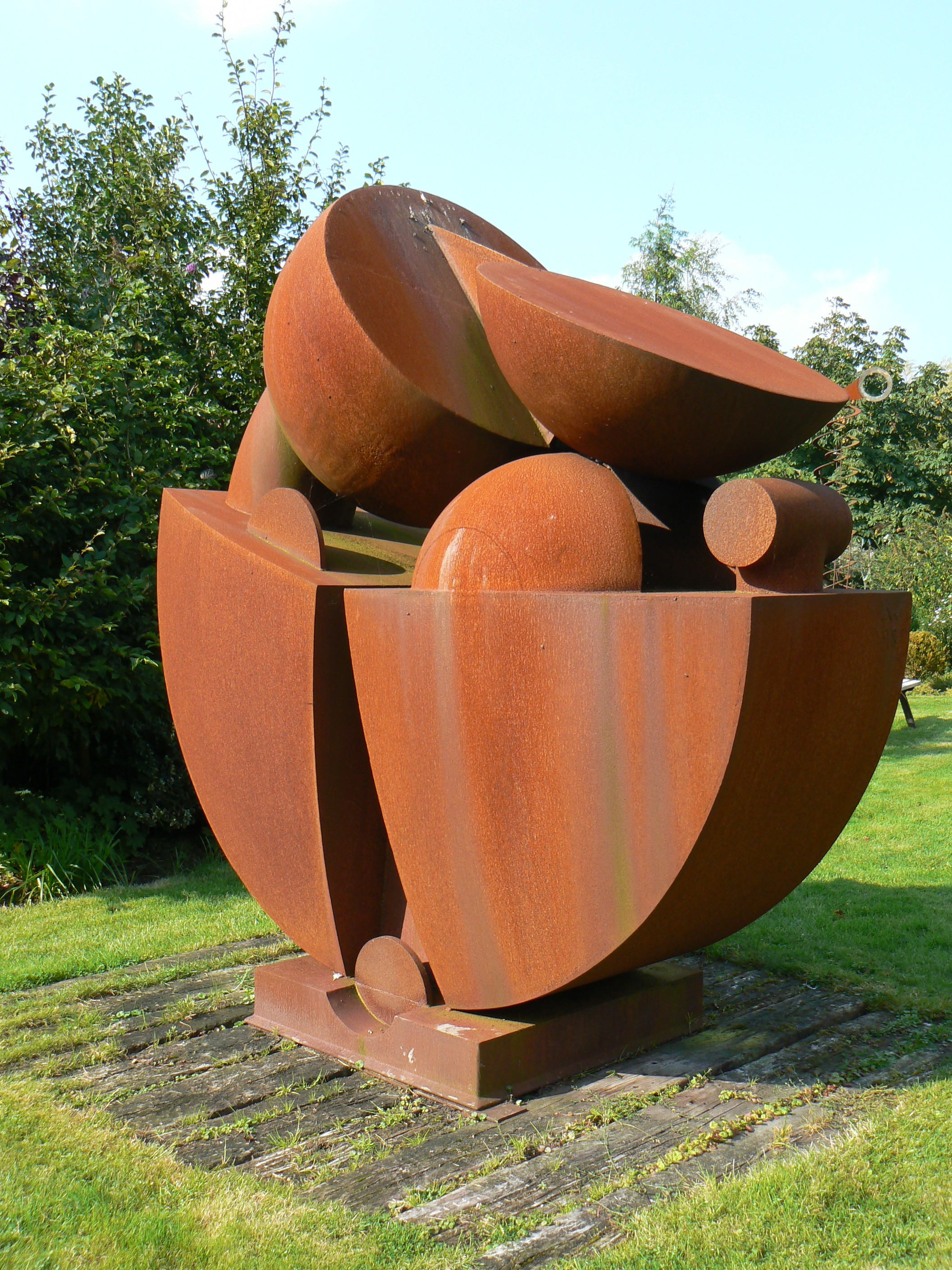
„Kogger II“ (1998), Sammlung Wübbena

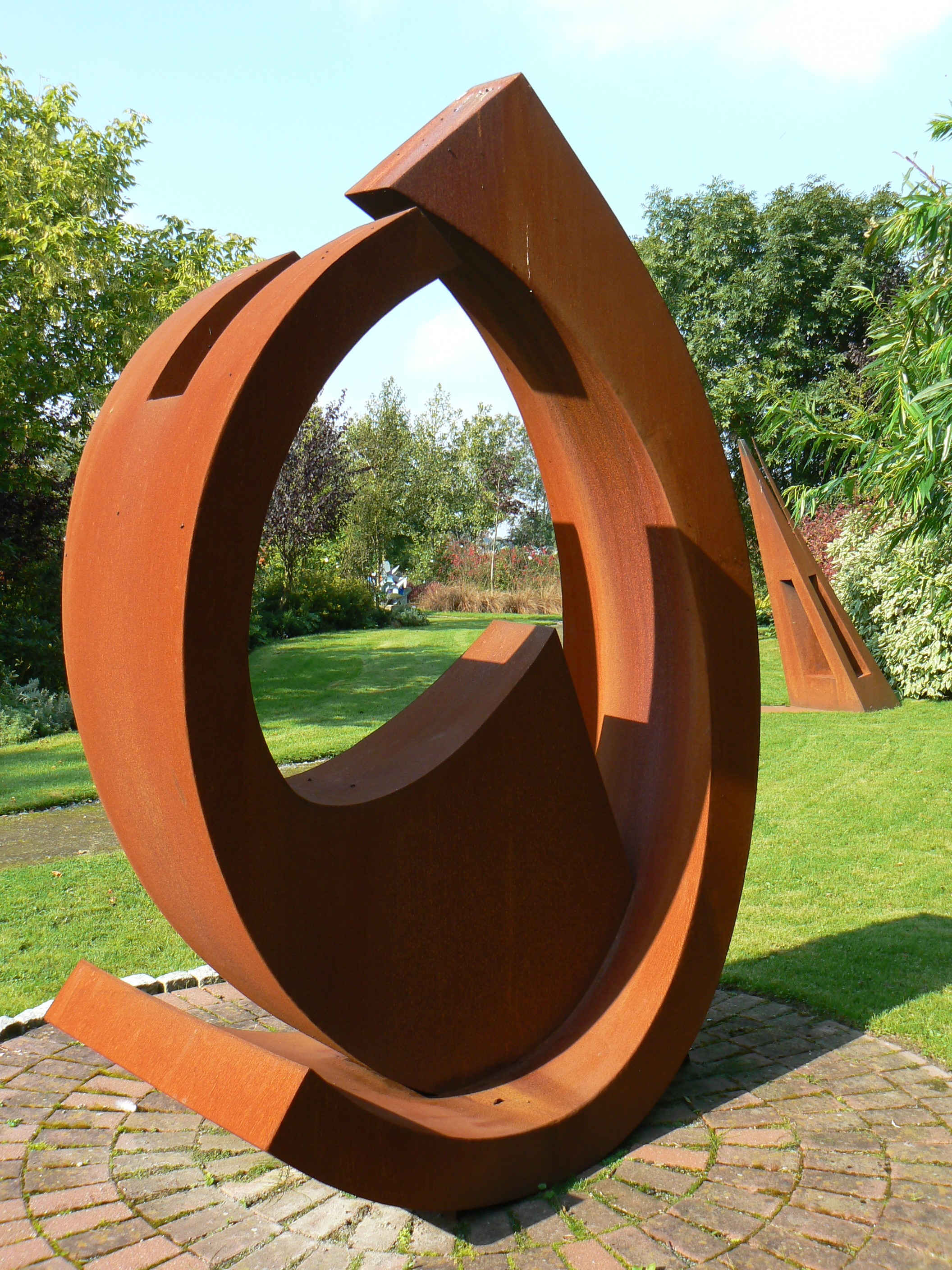
„Scarlatti“ (2006), Sammlung Wübbena

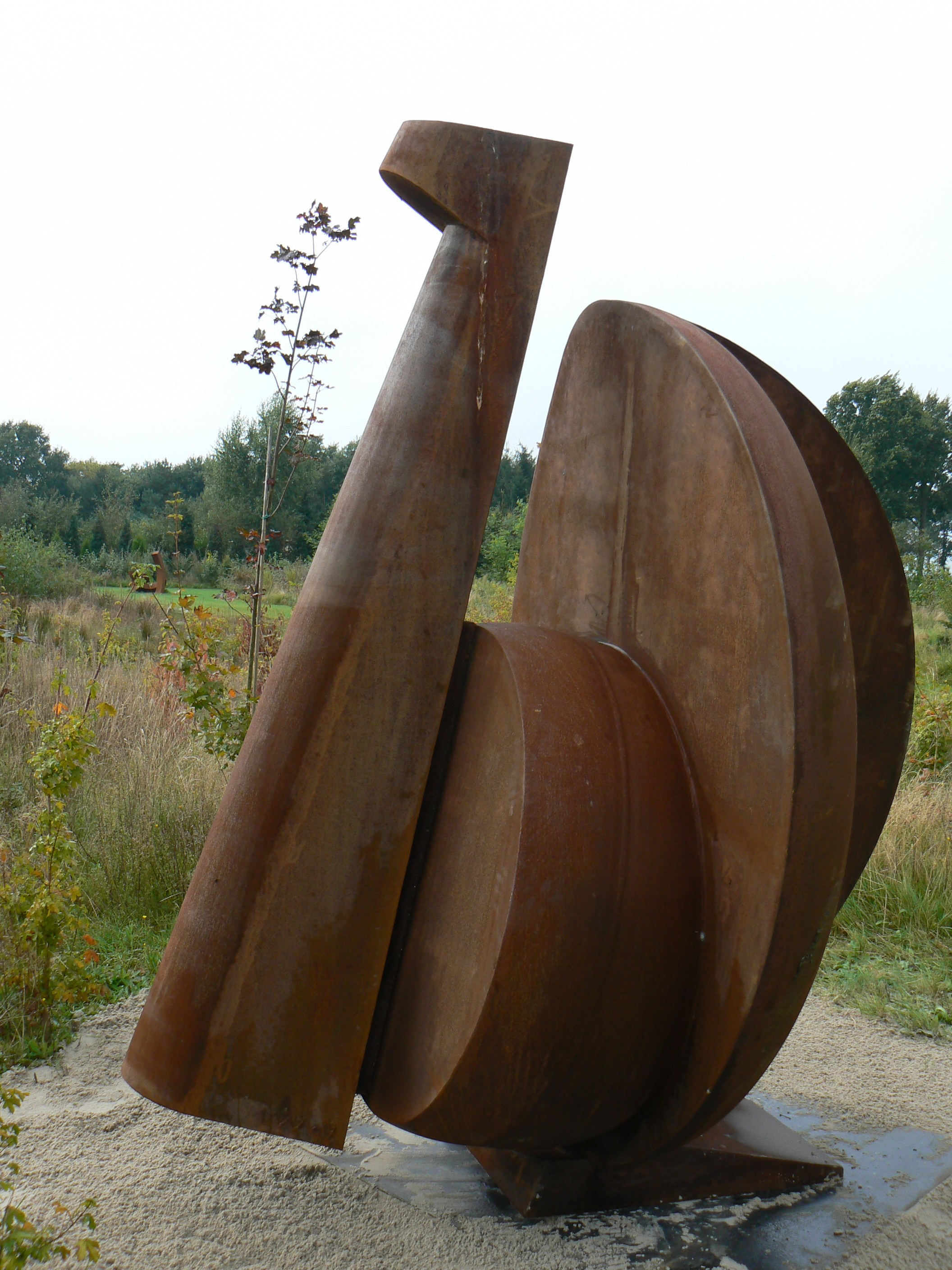
„Ferruccio“ (2007), Private Sammlung

Nach einer Lehre als Schriftsetzer in den 1960er Jahren besuchte er die FH Aachen, Fachbereich Design und übte anschließend verschiedene Tätigkeiten im grafischen Gewerbe aus. Ab 1972 arbeitete er als Lehrer für Gestaltendes Werken\Kunst und bis 1975 als Dozent für künstlerische Drucktechniken und Arbeit im bildnerischen Bereich.
In den 1980er Jahren wandte er sich bildhauerischen Arbeiten zu und betätigte sich als Bildhauer in Stahl – seit 1985 Metallplastiker insgesamt. Leonard Wübbena kombinierte im Anfang Fundstücke und wertlosen Schrott beim Arbeitsverfahren zu künstlerischen Plastiken. Er ließ sich inspirieren von Bildhauern wie den Spaniern Julio González (gilt als der Erfinder der „Eisenplastik“) und Picasso, dem Briten Anthony Caro und dem Amerikaner David Smith, dessen Ausstellung im Centre Pompidou im Sommer 1986 in Paris ein Schlüsselerlebnis für ihn bedeutete.
Später erschafft er aus mehreren Materialien wie Walzen, Rohren, Deckeln, Halbkugeln, Krümmern und anderen Rohprodukten und
Segmenten des Metallhandels immer abstraktere Kunstwerke. Seine Arbeiten sind Kleinplastiken, Skulpturen, Reliefs und Frei- und Groß-Plastiken in Bronze, Eisen, Stahl und Chrom-Nickel-Stahl. Einen umfangreichen Teil seiner zeitgenössischen Groß-Plastiken fertigt er aus Cortenstahl.
Er hatte die künstlerische Leitung des 3. Ostfriesischen Bildhauersymposiums 1990 und ebenfalls die des 2. Wittmunder Bildhauer-Symposiums 1994, woran sich u. a. Bernhard Luginbühl, Klaus Duschat, Werner Pokorny und David Lee Thompson beteiligt haben.

## Einzelausstellungen
- 1987: Mühlengalerie Greetsiel
- 1989: Archäologisches Museum Danzig, Polen
- 1989: Städtische Galerie EL in Elbląg, Polen
- 1995: Kunstkreis Damme
- 1996: Galerie Vogt, Herten, (mit R. Petschat)
- 1996: Kunsthalle Wilhelmshaven
- 1997: Urbana-Residenz in Bottrop
- 1998: GEHAG-Forum in Berlin
- 2005: Deutsches Sielhafenmuseum Carolinensiel
- 2006: Kunsthalle Wilhelmshaven
- 2014: Bau-Werk-Halle am Pferdemarkt in Oldenburg (Oldenburg)

## Symposien
- 1990: 3. Ostfriesisches Bildhauersymposion in Wittmund (K)
- 1994: 2. Wittmunder Bildhauersymposion in Wittmund (K)
- 1994: Westend-Metall-Symposion in Bremen
- 1997: ODIOUS-Stahlsymposion in Berlin
- 2004: Bildhauerwoche in Damme
- 2006: Internationales Stahlsymposium im Schlosspark Dieskau/Halle an der Saale

## Kunst im öffentlichen Raum (Auswahl)
- Kunstmeile der Stadt Wittmund, Wittmund: „Miss Lucy Pink“ (1990), „Harletor“ (1994), „Quantensprung“ (1997)
- Skulpturenpfad Herten, Herten: „Aufbruch“ (2000)
- Bielefeld-Baumheide, „Ost-West“, 2000
- Skulpturenpfad Damme, Damme (Dümmer): „Dammer Tor“ (2004)
- und in Esens, Cloppenburg, Aurich, Bochum, Wilhelmshaven

## Skulpturen

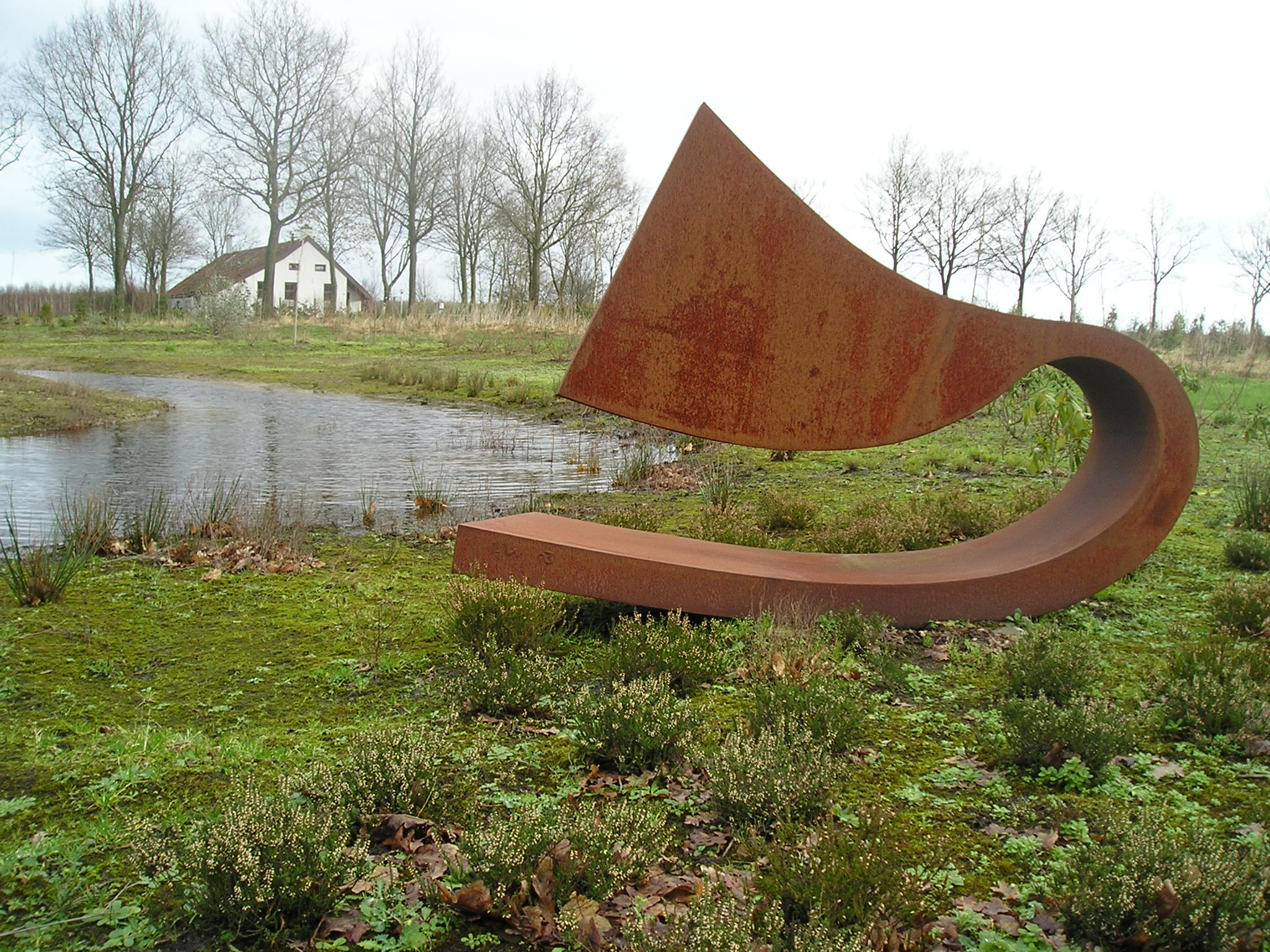
Unschlitt 2003
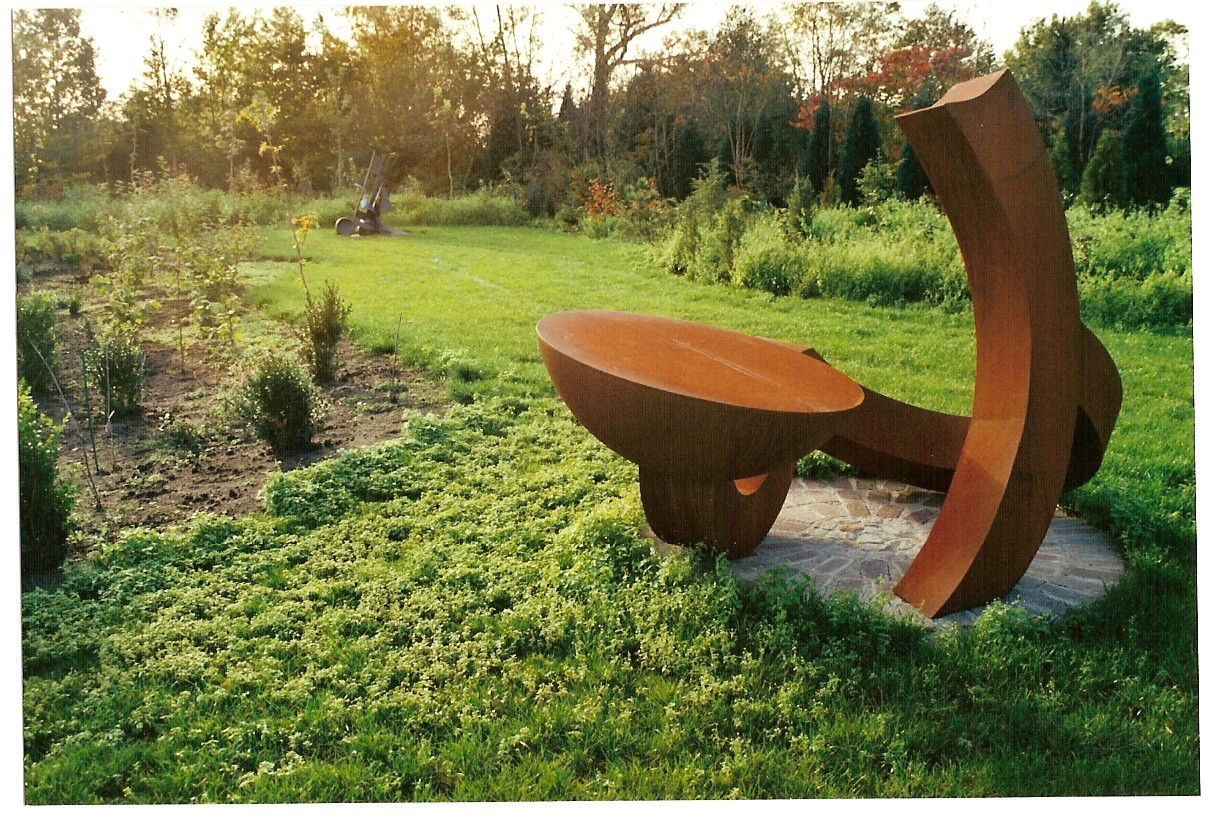
Lotus 2005
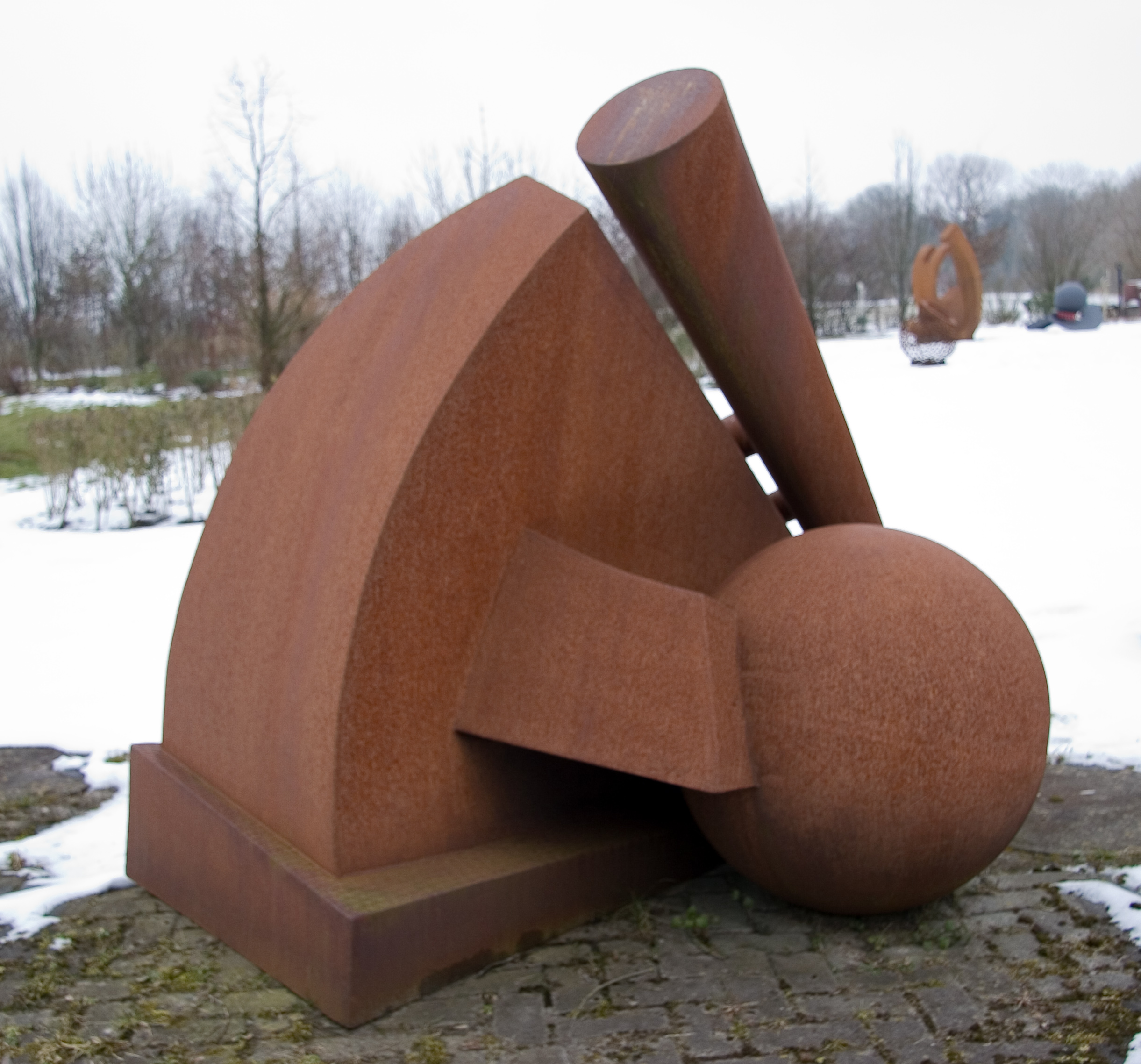
Navigare 1997
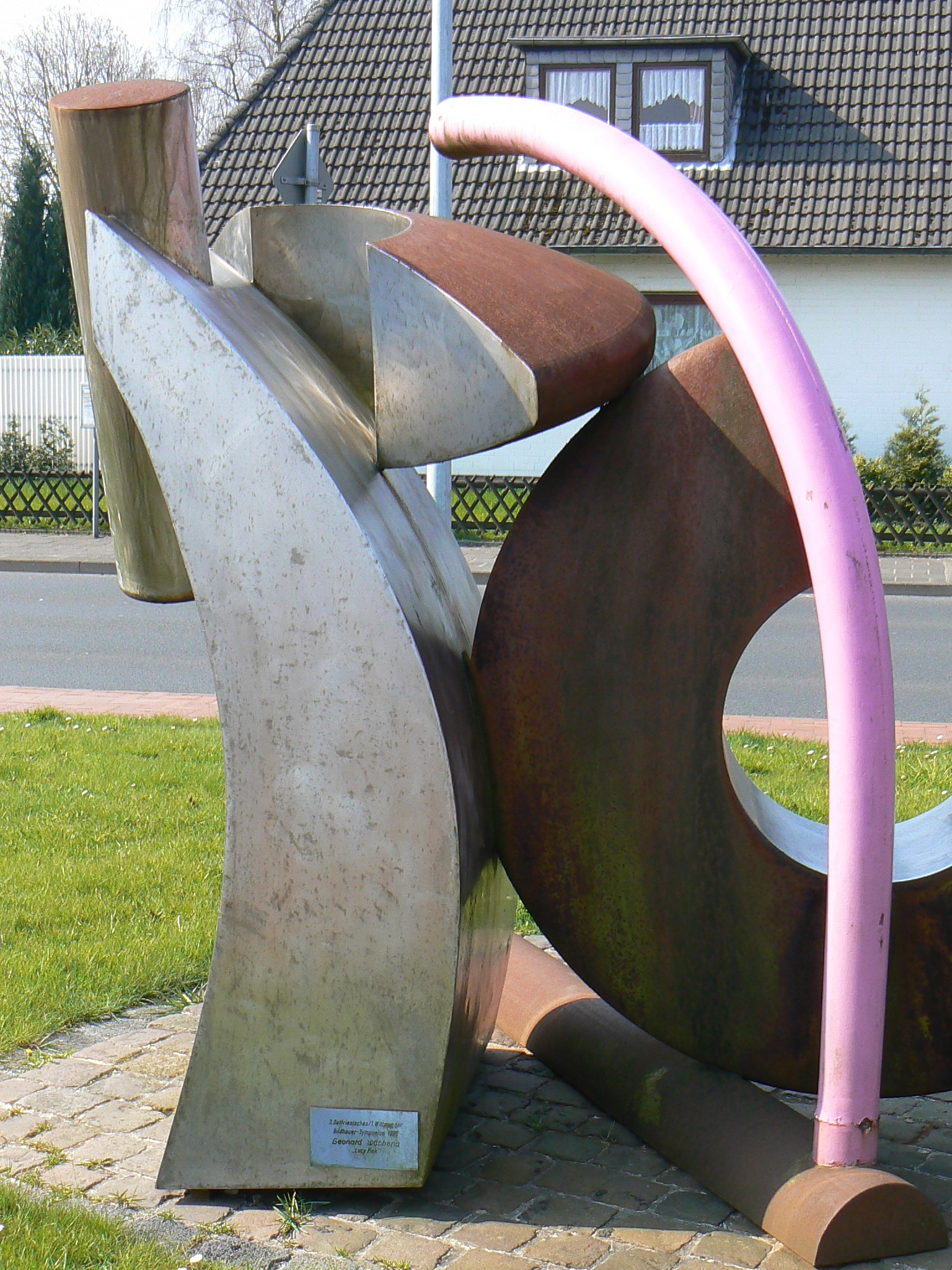
Lucy Pink 1990